# Hans Scholl (Astronom)
Hans Scholl (* 14. November 1942 in Heidelberg) ist ein deutscher Astronom und Mitentdecker zahlreicher irregulärer Monde der Planeten Saturn und Uranus.

## Leben
Scholl war am Astronomischen Rechen-Institut in Heidelberg und am Observatoire de la Côte d’Azur in Nizza tätig. In den Jahren 1999 und 2000 war er Mitglied von drei verschiedenen Astronomen-Teams (Gladman et al., Holman et al. und Kavelaars et al.), die die folgenden irregulären Monde entdeckten:
- die Saturnmonde XIX Ymir, XX Paaliaq, XXI Tarvos, XXII Ijiraq, XXIII Suttungr, XXIV Kiviuq, XXV Mundilfari, XXVI Albiorix, XXVII Skathi, XXVIII Erriapus, XXIX Siarnaq und XXX Thrymr

sowie
- die Uranusmonde XVIII Prospero, XIX Setebos und XX Stephano.

## Trivia
Nach ihm wurde der Asteroid (2959) Scholl benannt.